# Parancistrocerus mcclayi
Parancistrocerus mcclayi är en stekelart som först beskrevs av Richard Mitchell Bohart 1952.  Parancistrocerus mcclayi ingår i släktet Parancistrocerus och familjen Eumenidae. Inga underarter finns listade i Catalogue of Life.